# Лингдал
Лингдал (норв. Lyngdal) је насељено место у Норвешкој у округу Западни Агдер. Има статус града од 2001.